# Maria Casarès
Maria Casarès (anhörenⓘ; * 21. November 1922 in A Coruña, Spanien; † 22. November 1996 im Logis de la Vergne, Alloue) war eine französische Schauspielerin spanischer Herkunft.

## Leben
Maria Casarès wurde von ihrem Vater Santiago Casares Quiroga, einem Ministerpräsidenten während der Zweiten Spanischen Republik, bei Ausbruch des Spanischen Bürgerkriegs 1936 nach Frankreich gebracht. In Paris erhielt sie Schauspielunterricht von René Simon und debütierte 1942 am Théâtre des Mathurins. Ihre erste Filmrolle erhielt sie in der legendären Produktion Kinder des Olymp, wo sie die unglücklich verliebte Pantomimin Nathalie darstellte.
Weitere Höhepunkte ihres Filmschaffens bildeten 1947 die Rolle der Gräfin Sanseverina in Die Kartause von Parma und 1949 die der Prinzessin in Orpheus. Danach konzentrierte sich die meist ernst und zurückhaltend agierende Künstlerin wieder auf ihre Theaterarbeit an Pariser Bühnen. 1957 gewann sie für Georges Franjus Kurzfilm Le théâtre national populaire (1956) den französischen Filmpreis Étoile de Cristal. Eine ihrer letzten legendären Rollen hatte sie als Agrippina neben Claude Jade (Junia) in Jean Meyers Inszenierung von Jean Racines Britannicus (1980). 
Ab Mitte der 1970er Jahre war Casarès wieder sporadisch im französischen Film und Fernsehen zu sehen und erhielt 1989 für den Part der Generalswitwe in Michel Devilles Tragikomödie Die Vorleserin (1987) eine Nominierung für den César für die beste Nebendarstellerin. Im selben Jahr honoriert man ihre Darbietung als Hekuba in Hécube mit dem Molière für die beste Hauptdarstellerin. Ihre letzte Filmrolle spielte sie in der internationalen Produktion Paradies, Brooklyn (1995) von Goran Paskaljević.
Maria Casarès unterhielt eine langjährige Liebesbeziehung zu dem Schriftsteller Albert Camus.

## Filmografie (Auswahl)
- 1943/45: Kinder des Olymp (Les enfants du paradis)
- 1945: Die Damen vom Bois de Boulogne (Les Dames du Bois de Boulogne)
- 1948: Die Kartause von Parma (La Chartreuse de Parme)
- 1948: Eifersucht (Bagarres)
- 1949: Orpheus (Orphée)
- 1949: Verlaß mich nicht (L‘homme qui revient du loin)
- 1951: Licht und Schatten (Ombre et lumière)
- 1959: Das Testament des Orpheus (Le testament d'Orphée)
- 1974: Castigata – Die Gezüchtigte (Flavia, la monaca musulmana)
- 1984: Blanche und Marie (Blanche et Marie)
- 1987: Die Vorleserin (La Lectrice)
- 1995: Paradies, Brooklyn (Someone Else’s America)

## Ehrungen (Auswahl)
- Ritter der Ehrenlegion[1]
- Kommandeur des Ordre des Arts et des Lettres[1]